# Entropie liberă
În termodinamică entropia liberă este un potențial termodinamic entropic analog cu energia liberă. Este cunoscut și ca potențiale (sau funcții) Massieu, Planck sau Massieu–Planck. În mecanica statistică, entropiile libere apar frecvent ca logaritmul unei funcții de partiție⁠(d). În special relațiile de reciprocitate ale lui Onsager sunt formulate cu ajutorul potențialelor entropice. În matematică, entropia liberă înseamnă ceva cu totul diferit: este o generalizare a entropiei definită la subiectul probabilitate liberă.
Entropia liberă este generată de o transformare Legendre a entropiei. Diferite potențiale corespund diferitelor constrângeri la care poate fi supus sistemul.

## Exemple
Exemplele cele mai cunoscute sunt:
| Nume                                          | Funcție                                                                                       | Fcț. alternativă                 | Variabile naturale                                             |
| --------------------------------------------- | --------------------------------------------------------------------------------------------- | -------------------------------- | -------------------------------------------------------------- |
| Entropie                                      | {\displaystyle S={\frac {1}{T}}U+{\frac {P}{T}}V-\sum _{i=1}^{s}{\frac {\mu _{i}}{T}}N_{i}\,} |                                  | {\displaystyle ~~~~~U,V,\{N_{i}\}\,}                           |
| Potențial Massieu / Entropie liberă Helmholtz | {\displaystyle \Phi =S-{\frac {1}{T}}U}                                                       | {\displaystyle =-{\frac {A}{T}}} | {\displaystyle ~~~~~{\frac {1}{T}},V,\{N_{i}\}\,}              |
| Potențial Planck / Entropie liberă Gibbs      | {\displaystyle \Xi =\Phi -{\frac {P}{T}}V}                                                    | {\displaystyle =-{\frac {G}{T}}} | {\displaystyle ~~~~~{\frac {1}{T}},{\frac {P}{T}},\{N_{i}\}\,} |

unde
| {\displaystyle S} este entropia {\displaystyle \Phi } este potențialul Massieu {\displaystyle \Xi } este potențialul Planck {\displaystyle U} este energia internă | {\displaystyle T} este temperatura {\displaystyle P} este presiunea {\displaystyle V} este volumul {\displaystyle A} este energia liberă Helmholtz | {\displaystyle G} este energia liberă Gibbs {\displaystyle N_{i}} este numărul de particule (sau numărul de moli) ale celui de al i-lea component chimic {\displaystyle \mu _{i}} este potențialul chimic ale celui de al i-lea component chimic {\displaystyle s} este numărul total de componenți chimici {\displaystyle i} este al i-lea component. |

De notat că utilizarea termenilor „Massieu” și „Planck” pentru potențialele Massieu–Planck explicite este oarecum ambiguu. În special „potențialul Planck” are semnificații alternative. Notația standard pentru un potențial entropic este {\displaystyle \psi }, folosită atât de Planck cât și de Schrödinger. (Gibbs a folosit {\displaystyle \psi } pentru a desemna energia liberă.) Entropiile libere au fost introduse de inginerul francez François Massieu în 1869 și de fapt preced energia liberă a lui Gibbs (1875).

## Dependența potențialelor de variabilele naturale

### Entropie
{\displaystyle S=S(U,V,\{N_{i}\})}
Din definiția diferențialei exacte se obține:
{\displaystyle dS={\frac {\partial S}{\partial U}}dU+{\frac {\partial S}{\partial V}}dV+\sum _{i=1}^{s}{\frac {\partial S}{\partial N_{i}}}dN_{i}.}
Din ecuațiile de stare se obține:
{\displaystyle dS={\frac {1}{T}}dU+{\frac {P}{T}}dV+\sum _{i=1}^{s}\left(-{\frac {\mu _{i}}{T}}\right)dN_{i}.}
Diferențialele din ecuațiile de mai sus sunt formate din variabile extensive, deci pot fi integrate pentru a se obține
{\displaystyle S={\frac {U}{T}}+{\frac {PV}{T}}+\sum _{i=1}^{s}\left(-{\frac {\mu _{i}N}{T}}\right).}

### Potențialul Massieu  / Entropia liberă Helmholtz
{\displaystyle \Phi =S-{\frac {U}{T}}}
{\displaystyle \Phi ={\frac {U}{T}}+{\frac {PV}{T}}+\sum _{i=1}^{s}\left(-{\frac {\mu _{i}N}{T}}\right)-{\frac {U}{T}}}
{\displaystyle \Phi ={\frac {PV}{T}}+\sum _{i=1}^{s}\left(-{\frac {\mu _{i}N}{T}}\right)}
Pornind de la definiția {\displaystyle \Phi ,} din diferențiala exactă, printr-o transformare Legendre (și, ținând cont de derivarea funcțiilor compuse) se obține:
{\displaystyle d\Phi =dS-{\frac {1}{T}}dU-Ud{\frac {1}{T}},}
{\displaystyle d\Phi ={\frac {1}{T}}dU+{\frac {P}{T}}dV+\sum _{i=1}^{s}\left(-{\frac {\mu _{i}}{T}}\right)dN_{i}-{\frac {1}{T}}dU-Ud{\frac {1}{T}},}
{\displaystyle d\Phi =-Ud{\frac {1}{T}}+{\frac {P}{T}}dV+\sum _{i=1}^{s}\left(-{\frac {\mu _{i}}{T}}\right)dN_{i}.}
Diferențialele de mai sus nu sunt formate doar din variabile extensive, astfel încât se poate ca ecuația să nu poată fi integrată direct. Din {\displaystyle d\Phi } se vede că:
{\displaystyle \Phi =\Phi ({\frac {1}{T}},V,\{N_{i}\}).}
Dacă nu se doresc variabile reciproce,:222
{\displaystyle d\Phi =dS-{\frac {TdU-UdT}{T^{2}}},}
{\displaystyle d\Phi =dS-{\frac {1}{T}}dU+{\frac {U}{T^{2}}}dT,}
{\displaystyle d\Phi ={\frac {1}{T}}dU+{\frac {P}{T}}dV+\sum _{i=1}^{s}\left(-{\frac {\mu _{i}}{T}}\right)dN_{i}-{\frac {1}{T}}dU+{\frac {U}{T^{2}}}dT,}
{\displaystyle d\Phi ={\frac {U}{T^{2}}}dT+{\frac {P}{T}}dV+\sum _{i=1}^{s}\left(-{\frac {\mu _{i}}{T}}\right)dN_{i},}
{\displaystyle \Phi =\Phi (T,V,\{N_{i}\}).}

### Potențialul Planck / Entropia liberă Gibbs
{\displaystyle \Xi =\Phi -{\frac {PV}{T}}}
{\displaystyle \Xi ={\frac {PV}{T}}+\sum _{i=1}^{s}\left(-{\frac {\mu _{i}N}{T}}\right)-{\frac {PV}{T}}}
{\displaystyle \Xi =\sum _{i=1}^{s}\left(-{\frac {\mu _{i}N}{T}}\right)}
Pornind de la definiția lui {\displaystyle \Xi } din diferențiala exactă, printr-o transformare Legendre (și, ținând cont de derivarea funcțiilor compuse) se obține:
{\displaystyle d\Xi =d\Phi -{\frac {P}{T}}dV-Vd{\frac {P}{T}}}
{\displaystyle d\Xi =-Ud{\frac {2}{T}}+{\frac {P}{T}}dV+\sum _{i=1}^{s}\left(-{\frac {\mu _{i}}{T}}\right)dN_{i}-{\frac {P}{T}}dV-Vd{\frac {P}{T}}}
{\displaystyle d\Xi =-Ud{\frac {1}{T}}-Vd{\frac {P}{T}}+\sum _{i=1}^{s}\left(-{\frac {\mu _{i}}{T}}\right)dN_{i}.}
Diferențialele de mai sus nu sunt formate doar din variabile extensive, astfel încât se poate ca ecuația să nu poată fi integrată direct. Din {\displaystyle d\Xi } se vede că
{\displaystyle \Xi =\Xi \left({\frac {1}{T}},{\frac {P}{T}},\{N_{i}\}\right).}
Dacă nu se doresc variabile reciproce,:222
{\displaystyle d\Xi =d\Phi -{\frac {T(PdV+VdP)-PVdT}{T^{2}}},}
{\displaystyle d\Xi =d\Phi -{\frac {P}{T}}dV-{\frac {V}{T}}dP+{\frac {PV}{T^{2}}}dT,}
{\displaystyle d\Xi ={\frac {U}{T^{2}}}dT+{\frac {P}{T}}dV+\sum _{i=1}^{s}\left(-{\frac {\mu _{i}}{T}}\right)dN_{i}-{\frac {P}{T}}dV-{\frac {V}{T}}dP+{\frac {PV}{T^{2}}}dT,}
{\displaystyle d\Xi ={\frac {U+PV}{T^{2}}}dT-{\frac {V}{T}}dP+\sum _{i=1}^{s}\left(-{\frac {\mu _{i}}{T}}\right)dN_{i},}
{\displaystyle \Xi =\Xi (T,P,\{N_{i}\}).}